# Aranyeső
Az aranyeső (Laburnum) a hüvelyesek (Fabales) rendjéhez, ezen belül a pillangósvirágúak (Fabaceae) családjához tartozó nemzetség. Magyar nevét aranysárga, lecsüngő fürtvirágzatáról kapta. Két faj tartozik ide, a havasi aranyeső (Laburnum alpinum) és a közönséges aranyeső (Laburnum anagyroides). Kerti növényként általában az ezek keresztezésével kapott hibridet, a hosszúfürtű aranyesőt (Laburnum × watereri) ültetik, amely gyakran meddő.
Ez utóbbi leggyakoribb fatája a 'Vossii', virágzata az 50 cm-t is meghaladja.
Európa déli területein őshonosak, Franciaországtól a Balkán-félszigetig. Egyes botanikusok ide sorolnak egy harmadik fajt, a Laburnum caramanicum-ot, de ezt a Délkelet-Európában és Kis-Ázsiában élő növényt általában a zanótokhoz (Cytisus) közelebb álló Podocytisus nemzetségbe sorolják.
Általában 6–8 m magas cserje vagy kisebb fák, hármasan összetett levelekkel, hosszú lecsüngő sárga fürtvirágzatokkal.
Terméseik hüvelytermések.
Az aranyeső fajok minden része, de különösen a termésük erősen mérgező alkaloidokat tartalmaz!
Emberi alkalmazásuk tilos, szerepelnek az OGYÉI tiltólistáján is.

## Fordítás
- Ez a szócikk részben vagy egészben a Laburnum című angol Wikipédia-szócikk ezen változatának fordításán alapul.  Az eredeti cikk szerkesztőit annak laptörténete sorolja fel. Ez a jelzés csupán a megfogalmazás eredetét és a szerzői jogokat jelzi, nem szolgál a cikkben szereplő információk forrásmegjelöléseként.